# Ахмед Ель-Шенаві
Ахмед Ель-Шенаві (араб. Ahmed El Shenawy, нар. 14 травня 1991, Порт-Саїд) — єгипетський футболіст, воротар клубу «Замалек».
Насамперед відомий виступами за «Аль-Масрі», а також національну збірну Єгипту.

## Клубна кар'єра
У дорослому футболі дебютував 2009 року виступами за «Аль-Масрі», в якому провів три сезони.
Після того, як «Аль-Масрі» через трагедію на стадіоні був понижений до другого дивізіону, Ель-Шенаві був відданий в оренду на один сезон в «Замалек».

## Виступи за збірні
Протягом 2009–2011 років залучався до складу молодіжної збірної Єгипту, у складі якої брав участь у молодіжному чемпіонаті Африки 2011 року, на якому здобув у складі збірної бронзові нагороди турніру. Всього на молодіжному рівні зіграв у 8 офіційних матчах, пропустив 3 голи.
2012 року захищав кольори олімпійської збірної Єгипту на Олімпійських іграх 2012 року у Лондоні.
8 жовтня 2011 року дебютував в офіційних іграх у складі національної збірної Єгипту в матчі-кваліфікації кубка африканських націй 2012 року проти збірної Нігеру, який завершився перемогою єгиптян з рахунком 3-0.
Наразі провів у формі головної команди країни 7 матчів.

## Титули і досягнення
- Срібний призер Кубка африканських націй: 2017